# Conferencia Mundial sobre la Mujer de 1975
La Primera Conferencia Mundial sobre la Mujer, también conocida como la Conferencia Mundial del Año Internacional de la Mujer, se desarrolló en la Ciudad de México del 19 de junio al 2 de julio de 1975. Fue realizada en este año con la finalidad de que coincidiera con el Año Internacional de la Mujer y condujo a la creación del Decenio de las Naciones Unidas para la Mujer y las conferencias de seguimiento para evaluar el progreso realizado en la eliminación de la discriminación contra la mujer y su igualdad. En el informe de la conferencia se reclamaba a los gobiernos revisar, derogar o actualizar la legislación en lo concerniente a todo lo que pudiese afectar a las mujeres respecto a los principios y estándares sobre los derechos humanos consagrados internacionalmente, con la finalidad de que la ley estuviera en concordancia con dichos derechos. Además se pedía revisar la ley para fortalecerla respecto a derechos de las mujeres en cuanto a participación política, educación y capacitación, empleo, salud, familia, entre otros asuntos.
Fue la primera conferencia internacional celebrada por Naciones Unidas que se centró exclusivamente en cuestiones de la mujer y marcó un punto de inflexión en las directivas políticas. A partir de entonces las mujeres fueron vistas como parte del proceso para desarrollar e implementar políticas, en vez de receptoras de asistencia. Se adoptaron dos documentos de las actas de la conferencia, el Plan de acción mundial que tenía objetivos específicos para que las naciones implementaran las acciones para mejorar la situación de las mujeres y la Declaración de México sobre la igualdad de las mujeres y su contribución al desarrollo y la paz, que planteó cómo las acciones de las naciones en política exterior impactaban a las mujeres. También condujo al establecimiento del Instituto Internacional de Investigación y Capacitación para la Promoción de la Mujer para hacer el seguimiento de mejoras y problemas continuos y el Fondo de Desarrollo de las Naciones Unidas para las Mujeres para proporcionar fondos para programas de desarrollo. En esta conferencia por primera vez la reunión paralela Tribuna tuvo éxito al presentar sus aportes a la reunión oficial y se convirtió en un catalizador para la formación de grupos de mujeres en todo el mundo. 

## Antecedentes
- La Carta de las Naciones Unidas (1945) y la Declaración Universal de los Derechos Humanos (1948), fueron los primeros documentos legales de carácter internacional en la que se planteó la igualdad entre los seres humanos sin que el género fuera considerado un motivo de discriminación.[1]

- En 1946 se creó la Comisión de la Condición Jurídica y Social de la Mujer, esta para promover los derechos de las mujeres en los ámbitos de la política, economía, educación y vida social.[1]

- En 1967 la Asamblea General de las Naciones Unidas adopta la Declaración sobre la eliminación de la discriminación contra la mujer.[1]

- La Asamblea General en su resolución 3010 (XXVII) del 18 de diciembre de 1972[2] declaró el año 1975 el Año Internacional de la Mujer.[1]

## Contexto histórico
La Conferencia Mundial sobre la Mujer tuvo lugar en la década de 1970 en medio de la Guerra Fría, cuando el conflicto geopolítico estaba marcado por los intereses de Estados Unidos o la URSS en varias regiones del mundo, polarizando al mundo en dos campos y sus respectivas zonas de influencia.  En un momento en que Estados Unidos acababa de retirarse de Vietnam,  otros cuarenta y ocho conflictos sacudían Asia con golpes de estado e insurgencias en países como Afganistán, Bangladés, Camboya, Indonesia, Laos, Myanmar, Pakistán, Sri Lanka . Las guerras africanas del final de la descolonización en la década de 1970 se transformaron en largas guerras civiles en Angola, Etiopía-Somalí, Mozambique y otras naciones africanas, con las superpotencias manipulando los conflictos con tropas y armas. El proceso de descolonización en el Caribe vio a doce estados obtener su independencia entre 1962 y 1983, pero simultáneamente quedaron marginados por las presiones de las potencias mundiales que continuaron manipulando las preocupaciones locales.  Dos conflictos importantes en Oriente Medio ocurrieron en 1967 y 1973 con Estados Unidos respaldando a sus aliados árabes e Israel, mientras que la URSS respaldó a los regímenes socialistas árabes .  En América Central y del Sur, varios golpes de estado en Argentina, Bolivia, Chile, Ecuador, El Salvador y las dictaduras condujeron a la inestabilidad y la destrucción de las poblaciones indígenas.
Las respuestas al conflicto a menudo tuvieron repercusiones adicionales, como el embargo de petróleo de 1973, una respuesta al conflicto árabe-israelí, que hizo que el precio del petróleo aumentara en el mercado mundial de tres dólares por barril a doce dólares por barril. El embargo fue seguido por la crisis energética de 1979, provocada por las preocupaciones sobre la disminución de la producción causada por la Revolución iraní y cómo la inestabilidad continua podría afectar la disponibilidad de petróleo. Eso a su vez condujo a una acumulación de reservas, durante las cuales el precio del petróleo se duplicó y obligó al mundo a buscar fuentes alternativas al petróleo. A los conflictos de la época se sumaron las desigualdades raciales, desde el apartheid al sionismo.
La Comisión de la Condición Jurídica y Social de la Mujer (CSW) de las Naciones Unidas había trabajado durante mucho tiempo para adoptar una declaración para eliminar la discriminación contra la mujer. En 1965, se creía que se había obtenido suficiente apoyo para obtener la aprobación de una declaración para garantizar los derechos humanos de las mujeres. Recopilando respuestas sobre educación, empleo, herencia, reforma penal y otros temas, de actores gubernamentales, representantes de ONG, personal de la ONU y delegados de la CSW comenzaron a redactar una declaración. El 7 de noviembre de 1967, la Asamblea General aprobó la Declaración sobre la eliminación de la discriminación contra la mujer (DEDAW). En 1972, el Congreso de los Estados Unidos aprobó el Título IX, eliminando la discriminación en la educación para cualquier institución que recibe fondos federales. Ese mismo año, CSW propuso que DEDAW se convirtiera en un convenio legalmente vinculante. Con ese fin, las Naciones Unidas proclamaron 1975 como Año Internacional de la Mujer y la CSW se propuso las tareas para preparar la "maquinaria" necesaria para asegurar el paso. Helvi Sipilä, fue elegida Subsecretaria General de Desarrollo Social y Asuntos Humanitarios y se encargó de organizar eventos.  La convocatoria, además se celebraba en el trigésimo aniversario de la creación de las Naciones Unidas.

## Sobre la conferencia

Carta del Consejo de Mujeres en México en respuesta al Lic. Pedro Ojeda Paullada respecto al Año Internacional de la Mujer.

La Conferencia fue convocada por la Asamblea General y promovida por las Naciones Unidas, esta fue la primera de varias reuniones que tenía como objeto el comprometer a los Estados a adoptar estrategias y planes de acción para modificar la condición social de las mujeres. La conferencia se llevó a cabo en la Secretaría de Relaciones Exteriores (SRE) en la Ciudad de México y estuvo a cargo de esta Pedro Ojeda Paullada, en ese entonces procurador general de la República y nombrado por el entonces presidente Luis Echeverría como jefe de la Delegación Mexicana y presidente de la Conferencia.
Esta conferencia fue la primera en la que las mujeres desempeñaron un papel fundamental para la organización de los debates, de las 133 delegaciones de Estados miembros participantes, 113 estaban encabezadas por mujeres.

### Objetivos
Se identificaron tres objetivos principales, que eran igualdad, desarrollo y paz, es decir:
- Igualdad de género y eliminación de la discriminación por motivos de género
- Participación de las mujeres en el desarrollo
- Mayor contribución de las mujeres en la paz mundial

Además, con esta conferencia se pretendía identificar de qué forma las organizaciones de las Naciones Unidas llevaban a cabo medidas para erradicar la discriminación contra las mujeres. Por otra parte también se tenía como objetivo la implementación de un Plan de Acción Mundial, el cual estableciera medidas a corto y mediano plazo para lograr la integración de las mujeres como partícipes de la sociedad de manera igualitaria a los hombres.

### Participación
La participación del foro fue de entre 4,000 y 6,000 participantes.
Asistieron países observadores, representantes de las oficinas y organismos de las Naciones Unidas, organismos internacionales e intergubenamentales, además de delegados de 133 países.

## Desarrollo de la conferencia
Aunque Pedro Ojeda Paullada, fiscal general de México, fue nombrado presidente de la conferencia, la mayoría, 113 de los 133 líderes de la delegación eran mujeres. La conferencia fue una reunión gubernamental, no una reunión de mujeres, y como tal la reunión se convirtió en la primera en la que el 73% de las personas delegadas en una conferencia de la ONU eran mujeres, incluso si el 27% de participación de los hombres fue mayor que el número habitual de mujeres que solían participar en tales conferencias. La naturaleza de la conferencia también dictaminó que todos los delegados, como representantes de sus gobiernos, seguirían las agendas ideológicas de sus gobiernos, en lugar de actuar sobre cualquier convicción privada. Entre las delegadas prominentes -que muchas feministas consideraron elegidas por razones ideológicas o vínculos con políticos masculinos prominentes- estaban Sirimavo Bandaranaike, primera ministra de Sri Lanka ; Anna Louise Beer, presidenta del Consejo Nacional de Mujeres de Noruega ; Vilma Espín de Castro, cuñada del presidente cubano; Francoise Giroud, Ministra de Asuntos de la Mujer de Francia ; Imelda Marcos, primera dama de Filipinas ; Ashraf Pahlavi, hermana gemela del sah de Irán; Leah Rabin, primera dama de Israel ; Elizabeth Anne Reid de Australia; Silvana María Rota, congresista argentina ; Jehan Sadat, primera dama de Egipto ; Cosmonauta soviética Valentina Tereshkova, la primera mujer en el espacio; Vida Tomšič, representante yugoslavo del Movimiento de Países No Alineados ; Khunying Suparb Visessurakarn, vicepresidente del Consejo Nacional de Bienestar Social de Tailandia ; pero no la primera dama Betty Ford, ya que la administración de EE. UU. Temía vincular la amenaza del sentimiento anticapitalista con los problemas de las mujeres.

## Resultados
Con la conferencia se aprobó un Plan de Acción Mundial para la consecución de los objetivos del Año Internacional de la Mujer el cual duraría diez años y con el que se marcaban directrices para los gobiernos, instituciones públicas y privadas, organizaciones de mujeres y jóvenes, empleadores, sindicatos, medios de información pública, organizaciones no gubernamentales, partidos políticos, entre otros grupos, durante el Decenio de las Naciones Unidas para la Mujer (1975-1985).
El plan de acción tenía como objetivo garantizar a las mujeres el acceso igualitario a los hombres a:
- Educación
- Trabajo
- Participación política
- Salud
- Vivienda
- Planificación familiar
- Alimentación

Para finales de 1985, 127 estados habían reformado leyes, además de haber establecido mecanismos para transformar e investigar la situación de las mujeres. También, la conferencia dio lugar a la creación del Instituto Internacional de Investigación y Capacitación para la Promoción de la Mujer (INSTRAW) y al Fondo de Desarrollo de las Naciones Unidas para la Mujer (UNIFEM). Asimismo, de las conclusiones de la conferencia surgió la Convención sobre la Eliminación de Todas las Formas de Discriminación contra la Mujer  (CEDAW) adoptada en 1979.